# ۴٬۴'-دی‌کلرودی‌فنیل سولفون
۴٬۴'-دی‌کلرودی‌فنیل سولفون (به انگلیسی: 4,4'-Dichlorodiphenyl sulfone) با فرمول شیمیایی C۱۲H۸Cl۲O۲S یک ترکیب شیمیایی است. که جرم مولی آن ۲۸۷٫۱۶ g/mol می‌باشد. شکل ظاهری این ترکیب، جامد سفید است.